# Edge et Christian
 (janvier 2009).
Palmarès
Veuillez consulter la section détaillée ci-dessous...
Edge et Christian est une équipe de catcheurs  qui travaillaient à la World Wrestling Federation. L'équipe est composée de Edge et Christian. L'équipe s'est séparé en 2001 lors de la période de l'Invasion, Edge ayant rejoint le clan WWF et Christian le clan Alliance. Ils se reforment lors de WWE SmackDown, le 11 mars 2011, ils ont fait leur retour le 1er février 2021.

## Carrière

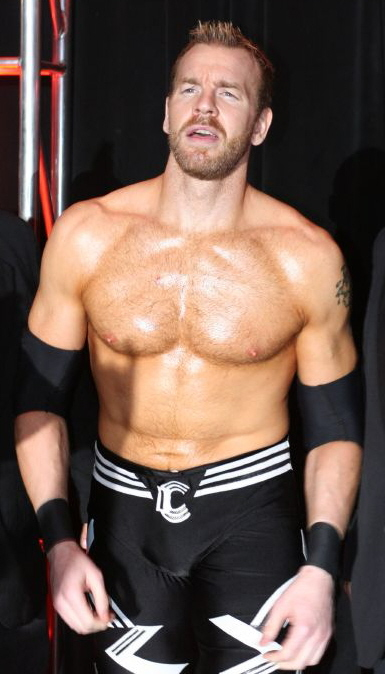
Christian en 2008

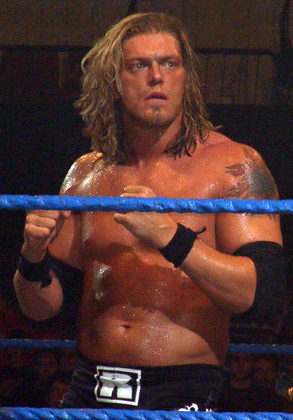
Edge en 2008

### The Brood (1998)
Quand Jason Reso a rejoint la WWF, il réduit son nom de lutteur à Christian. Il fait ses débuts à la télévision le 27 septembre 1998 au pay-per-view In Your House: Breakdown, en distrayant Edge durant son combat contre Owen Hart pour révéler son alliance à Gangrel, qui est alors une rivalité contre Edge.
Il rencontre un succès en individuel dès le début en capturant le titre de champion mi-lourd de la WWF (WWF Light Heavyweight Championship) pour son premier combat. Son vrai succès est venu dans son parcours en équipe. Christian, qui a le caractère d'un vampire, a formé l'équipe The Brood avec Gangrel et Edge. Ce dernier a été convaincu par Christian de les rejoindre. The Brood a brièvement une rivalité avec l'équipe de l'Undertaker : Ministry of Darkness. Ils ont ensuite joint l'équipe, mais ils ont vite appris que Christian a été battu pour avoir dit à Ken Shamrock des choses sur Stephanie McMahon. L'Undertaker veut en conséquence punir Christian. Plus loyal à The Brood qu'à Ministry of Darkness, Edge et Gangrel se sont retournés contre l'Undertaker et ont sauvé Christian.
L'angle gothique est un succès[réf. nécessaire], mais peu de temps après, Edge et Christian commencent à atteindre leur plein potentiel.

### Terri Invitational Tournament (1999)
Le 17 octobre 1999 à No Mercy 1999, Edge et Christian combattent contre The Hardy Boyz dans un combat à l'échelle pour le Terri Invitational Tournament. Bien que The Hardy Boyz aient gagné le combat, les carrières des deux équipes montent en flèche. 

### Tag Team Championship
Après s'être conduit passablement comme des heels pour leur tendance à approcher l'arène en passant par le public, Edge et Christian se sont redéfinis en tant qu'un duo gaffeur de surfeurs. Ils sont surtout connus pour leur « pause de 5 secondes » (5-second pause en version originale) pour les photographes, ce qui fâche certains adversaires ou certaines villes. Ils s'avèrent justement à être dedans et leur prise de finition, le con-chair-to, qui est un double coup de chaise sur l'adversaire.Lors du Unforgiven 1999, ils perdent face aux New Age Outlaws pour les WWF Tag Team Championship. Lors du Wrestlemania 2000, ils gagnent les WWF Tag Team Championship face aux Dudley Boyz & The Hardys mais cependant, on remarque que Christian n'avait pas récupérer le deuxième titre par équipe et en se faisant aidé par Edge pour le récupérer. 
Lors d'une édition de Raw Is War en Mai 2000, Ils perdent pour la première fois les titres par équipe face à Too Cool à cause Rikishi et Joe Cista qui ont attaqué Christian. Lors du King Of The Ring 2000, ils regagnent les titres par équipe face à Too Cool,Test & Albert & The Hardy Boyz dans un Fatal 4-way en trichant car Christian avait
donné un coup de ceinture à Grand Master Sexay.

### Los Conquistadores (2000)
Edge and Christian ayant perdu un match important, ils se voient privés de match de championnat, que les Hardyz (Matt et Jeff) gagnent. Mais à No Mercy 2000, ils s'habillent d'un costume doré et d'un masque doré (tenue que portait une ancienne équipe de catch, Los Conquistadores) et obtiennent un match de championnat, qu'ils gagnent. Par la suite, leur supercherie sera démasquée, mais leur règne officialisé.

### ECK (2000-2001)
Ils se sont ensuite associés avec Kurt Angle pour former l'équipe ECK : Edge-Christian-Kurt. Ils décrochent les titres de champions du monde par équipe de la WWF à plusieurs reprises. Ils gagnent notamment un combat à échelle à trois équipes (Triangle ladder match) et deux combats TLC (Tables, Ladders and Chairs match). En 2001, Rhyno intègre la WWF et il se joint à Edge et Christian.

### Séparation (2001)
La friction commence dans l'équipe après qu'Edge a gagné le tournoi annuel King of the Ring. Christian montre de la jalousie et insiste pour porter le trophée de Edge dans l'arène. Ses vraies couleurs sont révélées après qu'il a sauté sur Edge après avoir perdu son combat pour le titre de champion du monde poids lourds WCW contre The Rock en septembre 2001. Les anciens partenaires commencent une rivalité pour le titre de champion Intercontinental WWF qui dure plusieurs mois. Ils se sont échangé le titre à quelques reprises durant cette période.

### Tentative de reformation
Ils se sont reformés à quelques reprises entre 2004 et 2005, notamment pour affronter Chris Benoit & Shelton Benjamin lors du Raw du 15 novembre 2004, match qu'ils perdront, lors du Raw du 21 février 2005 pour affronter Shawn Michaels & Randy Orton, match qu'ils perdront, lors du Raw 21 mars 2005 pour affronter Shelton Benjamin & Chris Jericho, match qu'ils remporteront.  
Ils se reforment lors de l'épisode WWE SmackDown le 11 mars 2011, après dix ans d'absence, en affrontant et battant Alberto Del Rio et Brodus Clay. Ils commencent alors une rivalité commune contre Alberto del Rio, Christian ayant été blessé par le Mexicain et Edge détenant le WWE World Heavyweight Championship. Le 28 mars, ils battent Alberto Del Rio et Brodus Clay.
Le 11 avril 2011, à RAW, Edge annonce qu'il prend sa retraite prématurément, après 13 ans de carrière, à la suite d'une neurapraxie (engourdissement et tremblements incontrôlables dans ses mains et ses bras) développée à la suite d'une blessure au cou datant de 2003. Le médecin lui a interdit de remonter sur un ring, au risque de voir son bras paralysé, voire de mourir. Cela met donc définitivement fin à l'équipe Edge & Christian. Lors du Hall Of Fame 2012 Christian a introduit son meilleur ami Edge au WWE Hall Of Fame.
Le 6 avril 2018, ils intronisent les Dudley Boyz au Hall of Fame de la WWE.

### Retrouvailles à la AEW (2023-...)
En octobre 2023, les deux hommes se retrouvent à la All Elite Wrestling. Alors que Christian travaille dans cette fédération depuis plusieurs années, Edge, après avoir quitté la WWE, la rejoint et retrouve ainsi son ami de longue date.

## Palmarès
- Insane Championship Wrestling
  - 1 fois ICW Streetfight Tag Team Championship[3]

- New Tokyo Pro Wrestling
  - 1 fois NTPW Pro Tag Team Championship

- Pro Wrestling Illustrated
  - Match de l'année en 2000 face aux Hardy Boyz et Dudley Boyz à WrestleMania 2000 dans un TriangleTriangle Ladder Match[4]
  - Match de l'année en 2001 face aux Hardy Boyz et Dudley Boyz à WrestleMania X-Seven dans un TLC match[4]

- Southern States Wrestling
  - 1 fois SSW Tag Team Championship

- World Wrestling Federation/World Wrestling Entertainment
  - 7 fois WWE/WWF World Tag Team Championship en 2000[5],[6],[7],[8],[9] et 2001[10],[11]